# Coniocybomycetes
Coniocybomycetes es una clase de hongos ascomicetos de la subdivisión Pezizomycotina que incluye dos órdenes Coniocyiales y Triblidiales. La clase fue descrita en 2013. Los hongos de esta clase incluye líquenes, simbiontes de algas.

## Sistemática
Una posible clasificación es la siguiente:
- Coniocybomycetes
  - Coniocyiales
    - Coniocybaceae
      - Allodium
      - Chaenotheca
      - Chaenothecomyces
      - Chroocybe
      - Coniocybe
      - Coniocybomyces
      - Cybebe
      - Cyphelium
      - Eucyphelis
      - Fulgia
      - Heydeniopsis
      - Mycoconiocybe
      - Pseudoconiocybe
      - Sclerophora

  - Triblidiales
    - Triblidiaceae
      - Triblidium
      - Huangshania
      - Pseudographis
      - Thelebolus